# Suphisellus nigrinus
Suphisellus nigrinus är en skalbaggsart som först beskrevs av Aubé 1838.  Suphisellus nigrinus ingår i släktet Suphisellus och familjen grävdykare. Inga underarter finns listade i Catalogue of Life.